# Бифья
Дочь фараона, в мирдрашах именуемая Бифья (Бития; др.-евр. בתיה‬; «дочь Яхве») — библейский ветхозаветный персонаж; дочь неизвестного нам фараона и жена Мереда из Иудина колена (1Пар. 4:18). 
В Мидраше она названа приёмной матерью Моисея.
В исламе ей соответствует Асия бинт Музахим, не дочь царя, а его жена.

## В Ветхом Завете
Книга Исход повествует о том, что родители Моисея принадлежали колену Левия (Исх. 2:1). Моисей родился в Египте (Исх. 2:2) в царствование фараона, который «не знал Иосифа» (Исх. 1:8), бывшего первым вельможей при одном из его предшественников. Правитель усомнился в верности Египту потомков Иосифа и его братьев и обратил евреев в рабов.
Но каторжный труд не сократил численности евреев, и фараон приказал топить в Ниле всех новорождённых еврейских младенцев мужского пола. В ту пору в семье Амрама родился сын (Исх. 2:2). 
Матери Моисея Иохаведе (Йохевед) удалось скрывать младенца у себя дома в течение трёх месяцев (Исх. 2:3). Не имея более возможности его прятать, она положила младенца в тростниковую корзину, обмазанную снаружи асфальтом и смолой, и оставила в зарослях тростника на берегу Нила, где его нашла дочь фараона, пришедшая туда на купание (Исх. 2:5).
Поняв, что перед ней один «из еврейских детей» (Исх. 2:6), она, однако, сжалилась над плачущим младенцем и по совету сестры Моисея Мириам или Мариам (Исх. 15:20), издали наблюдавшей за происходящим, согласилась позвать кормилицу-израильтянку. Мириам позвала Иохаведу, и Моисей был отдан своей матери, которая вскормила его (Исх. 2:7—9). Дочь фараона назвала ребёнка Моисей («вынутый из воды») «потому что, говорила она, я из воды вынула его» (Исх. 2:10). В Библии не упоминается, как долго Моисей жил у своего родного отца и матери. В книге Исход говорится, что он вырос у родителей, но какого возраста он достиг, неизвестно. «И вырос младенец, и она привела его к дочери фараона, и он был у неё вместо сына» (Исх. 2:10). Вскармливала Моисея его же мать, нанятая дочерью фараона. И был Моисей как сын дочери фараона (Исх. 2:10).
Согласно новозаветной книге «Деяния святых апостолов», когда Моисей был отдан дочери фараона, его стали обучать «всей мудрости египтян» (Деян. 7:22).

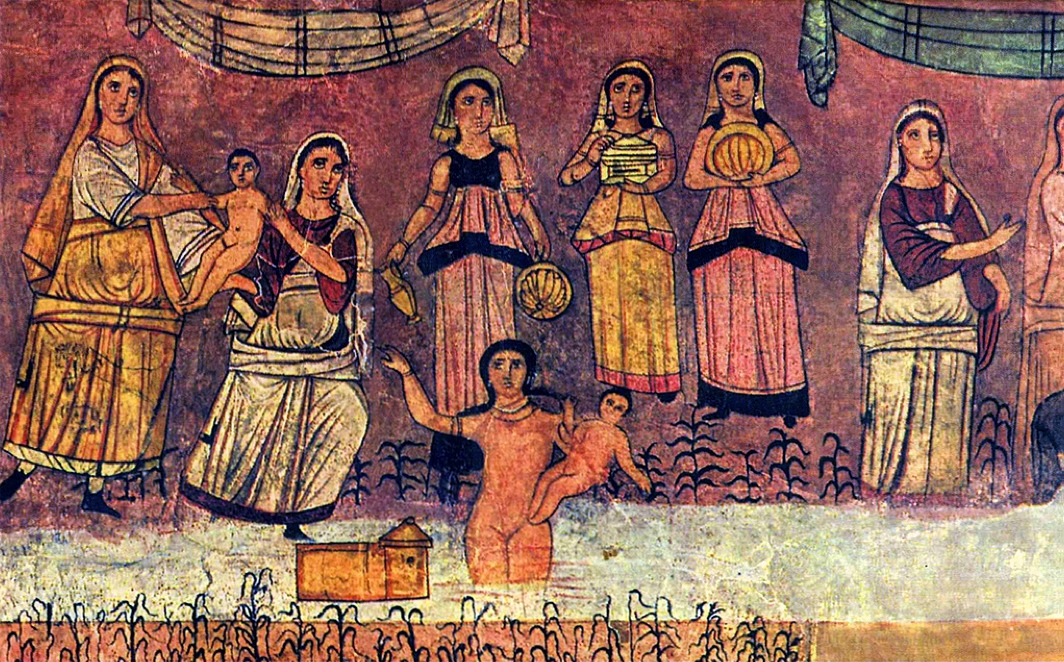
Сцена обнаружения Моисея из синагоги Дура-Европос, ок. 244 г. н.э.

## В агадической литературе
Согласно Мидрашу, Бифья усыновила Моисея. Её имя объясняется следующим образом: Бог сказал ей: «Ты назвала Моисея сыном, хотя он не был твоим сыном; за это Я назову тебя своей дочерью, בתיה = בת (дочь) и יה (Бога), хотя ты и не Моя дочь». Бифья — также та «его жена-иудеянка», которая упоминается в том же стихе (1Пар. 4:18), и это имя, по толкованию агадистов, должно показать, что она стала еврейкой и отреклась от идолопоклонства своих предков.

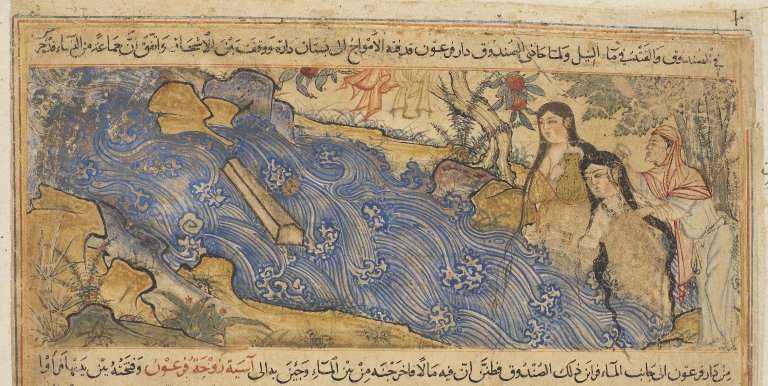
Асия бинт Музахим и её слуги находят младенца Моисея. Иллюстрация из персидского Джами ат-таварих

Имена людей, которых «она родила», перечисленные в библейской строке, толкуются в агаде, как разные обозначения Моисея. Бифья зовётся в указанном стихе матерью, потому что воспитывающие сироту родители считаются его настоящими родителями.
Меред, который «взял» её, это — Халев, названный «Мередом» («бунтом»), потому что она восстала против своего отца и своей семьи, а он восстал против разведчиков, не желая следовать их дурным советам.
Бифья купалась в Ниле, потому что страдала кожной болезнью и могла мыться только в холодной воде; едва она коснулась корзины, в которой лежал Моисей, как она тотчас же излечилась;
тогда она поняла, что ребёнку было предназначено свершить великие подвиги. Когда служители стали её убеждать, что неприлично дочери фараона действовать наперекор приказу отца, то явился ангел Гавриил и убил их, а Бифья сама взяла из воды корзину. Так как от берега до корзины было значительное расстояние, то совершилось чудо: рука Бифьи удлинилась настолько, что дочь фараона смогла дотянуться до корзины.
Бифья была перворожденной («антенат»), но по молитве Моисея её жизнь была пощажена во время смерти перворожденных (десятая египетская казнь: избиение первенцев). Она упоминается в числе лиц, вступивших в рай (вознесшихся) ещё при жизни; за то, что она спасла Моисея, Бифья была навсегда освобождена от смерти.